# جین وایمارک
جین وایمارک (انگلیسی: Jane Wymark؛ زادهٔ ۳۱ اکتبر ۱۹۵۲) بازیگر اهل بریتانیا است.
از فیلم‌ها یا برنامه‌های تلویزیونی که وی در آن نقش داشته است، می‌توان به آدمکشان میدسامر، همه می‌میرند، اندکی فراست و پولدارک اشاره کرد.